# Courcelles-la-Forêt
Courcelles-la-Forêt é uma comuna francesa na região administrativa do País do Loire, no departamento de Sarthe. Estende-se por uma área de 19.6 km². Em 2010 a comuna tinha 415 habitantes (densidade: 21,2 hab./km²).